# Ivan Ćurković
Ivan Ćurković, srbskou cyrilicí Иван Ћурковић (* 15. březen 1944, Mostar), je bývalý srbský a jugoslávský fotbalista narozený v Bosně, který reprezentoval někdejší Jugoslávii. Hrával na pozici brankáře.
V dresu jugoslávské reprezentace odehrál 19 utkání.
S francouzským klubem AS Saint-Étienne hrál v sezóně 1975/76 finále Poháru mistrů evropských zemí. Stal se s ním též čtyřikrát mistrem Francie (1973/74, 1974/75, 1975/76, 1980/81) a třikrát získal francouzský pohár (1973/74, 1974/75, 1976/77). Mistrem Jugoslávie se stal s Partizanem Bělehrad (1964/65).
Roku 1976 byl vyhlášen nejlepším cizincem francouzské ligy. V anketě Zlatý míč, která hledala nejlepšího fotbalistu Evropy, skončil ve stejném roce sedmý. V letech 2005–2009 byl předsedou Srbského olympijského výboru.
Ivan Ćurković se narodil v Mostaru v NDH (dnešní Bosna a Hercegovina), identifikuje se jako hercegovinský Chorvat a katolík.